# ヒストグラム均等化
ヒストグラム均等化（ヒストグラムきんとうか、英: Histogram equalization）は画像の強度ヒストグラムを用いてコントラストを調整する画像処理方法。

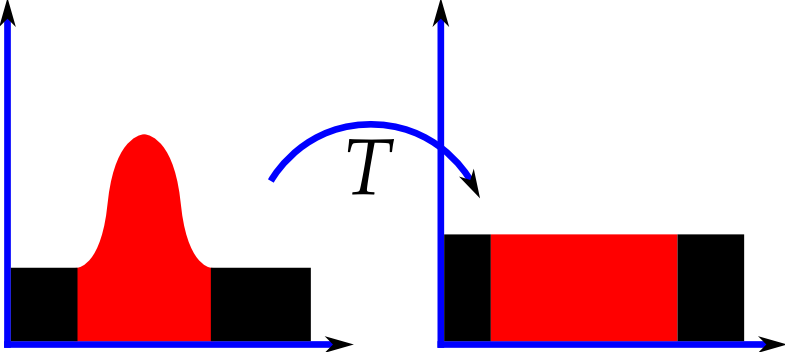
画像に均等化処理を施した前後のヒストグラムのイメージ

## 概要
この方法はコントラストがあまり高くない画像について、全体的なコントラストを上げるためによく使用される。
この調整方法を用いることによって、強度ヒストグラムの分布が満遍なくなることが可能である。
これは局所的にコントラストが低い領域においても高コントラスト化することが可能となる。
ヒストグラム均等化は頻出する強度値を効率よく分散することによって、これらの機能を実現する。
さらにこの方法は、前景と背景の両方が明るい、または暗いような画像も有効である。
特に骨の構造を移したX線写真や露光オーバーや露光不足の写真を補正するのに役に立つ。
この方法はかなり簡単であり、可逆的な操作である。
そのため理論的にはヒストグラム均等化関数がわかっていれば、元の画像が復元可能である。
しかしこの方法はノイズも無差別に処理をかけてしまうため、必要な情報がぼやけてしまい、期待された結果にならない可能性もある。
科学用途等において、空間的な位相が画素の強度よりも重要な画像の場合 (例えば量子サイズに分割されたDNA断片画像など) はS/N比が小さいために、視覚的に見分けることが難しくなる場合がある。
ヒストグラム均等化処理は写真において非現実的な効果をもたらす。しかしこれは多くの疑似カラー画像のようなサーモグラフィーや衛星画像、X線画像などには非常に便利である。
またこの処理は色深度が低い画像に適用すると、エッジ強調のような効果を持たらす場合がある。例えば色深度が8 bitのグレースケール画像に適用すると、画像の色深度が余計下がることになる。
ヒストグラム均等化は色深度16 bit以上のグレースケール画像など連続的な強度ヒストグラムを持つ画像に適用するのが効果的である。
このヒストグラム均等化は、サブヒストグラムと呼ばれる複数のヒストグラムを用いることによって、画像の全体ではなく、局所的なコントラストを強調する処理である。このような方法の例には、適応ヒストグラム均等化（英語: adaptive histogram equalization）、コントラスト制限適応ヒストグラム均等化（CLAHE（英語: CLAHE））、マルチピークヒストグラム均等化（MPHE）、および多目的ベータ最適化バイヒストグラム均等化（MBOBHE）がある。これらの方法、特にMBOBHEの目標は、ヒストグラム均等化アルゴリズムを修正することにより、輝度の平均シフトや処理による人工的なノイズ等を生成せずに画像コントラストを改善することである。